# یواس‌اس میستوتل (۱۸۶۱)
یواس‌اس میستوتل (۱۸۶۱) (به انگلیسی: USS Mistletoe (1861)) یک کشتی بود که طول آن not known بود. این کشتی در سال ۱۸۶۱ ساخته شد.